# 1980
1980 (MCMLXXX) fon un any de traspàs del calendari gregorià començat en dimarts.

## Esdeveniments
Països Catalans
- 18 de febrer, Barcelona: Es presenta el primer volum del Diccionari etimològic i complementari de la llengua catalana de Joan Coromines.[1]
- 20 de març, Catalunya: s'hi celebren les primeres eleccions al Parlament de Catalunya des del temps de la República; Heribert Barrera en fou elegit president i Jordi Pujol esdevindrà president de la Generalitat.
- 12 de maig, Barcelona: Mercè Rodoreda rep el Premi d'Honor de les Lletres Catalanes.
- 22 de maig, Barcelonaː Es constitueix novament, ja en democràcia, la societat Ràdio Associació de Catalunya, que havia quedat convertida per la dictadura franquista en Radio España a Barcelona.[2]
- 30 de maig. Sabadell: inauguració del Museu d'Art de Sabadell.[3]
- 25 de juliol, Barcelona: S'inaugura el cafè-teatre El Llantiol, un club per exhibir-hi espectacles de màgia de prop.[4]
- 30 d'agost: inauguració del Camp de la Forana d'Alginet, amb el València Club de Futbol i la presència del president Pau Porta Bussoms
- 16 de desembre, Barcelona: al casino de l'Aliança del Poble Nou, es fa l'assemblea fundacional de Nacionalistes d'Esquerra.
- Mallorca: Es descriuen els primers exemplars vius de ferreret, un amfibi que es creia extint i només es coneixia per esquelets.

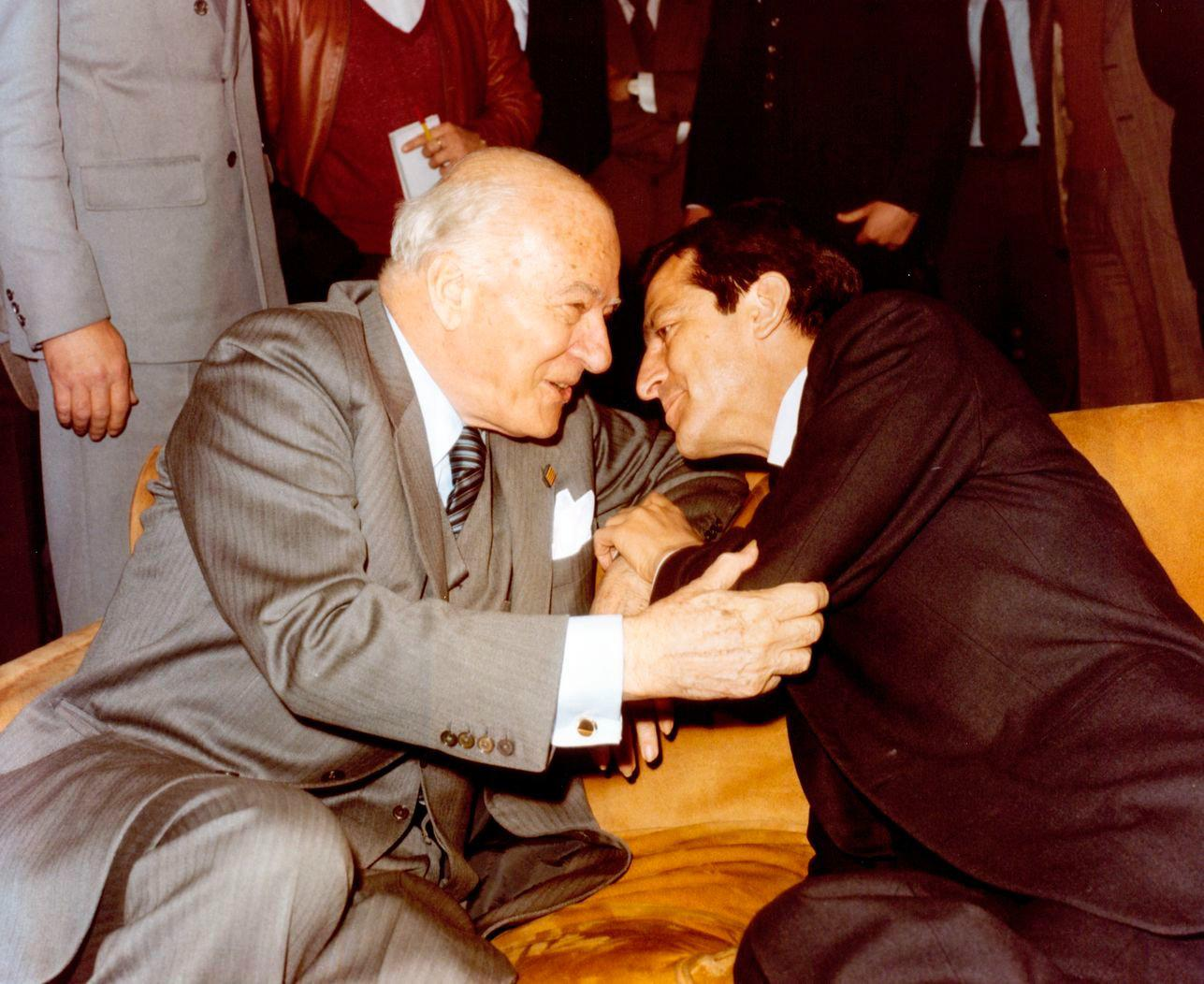
20 de març: Tarradellas i Suárez
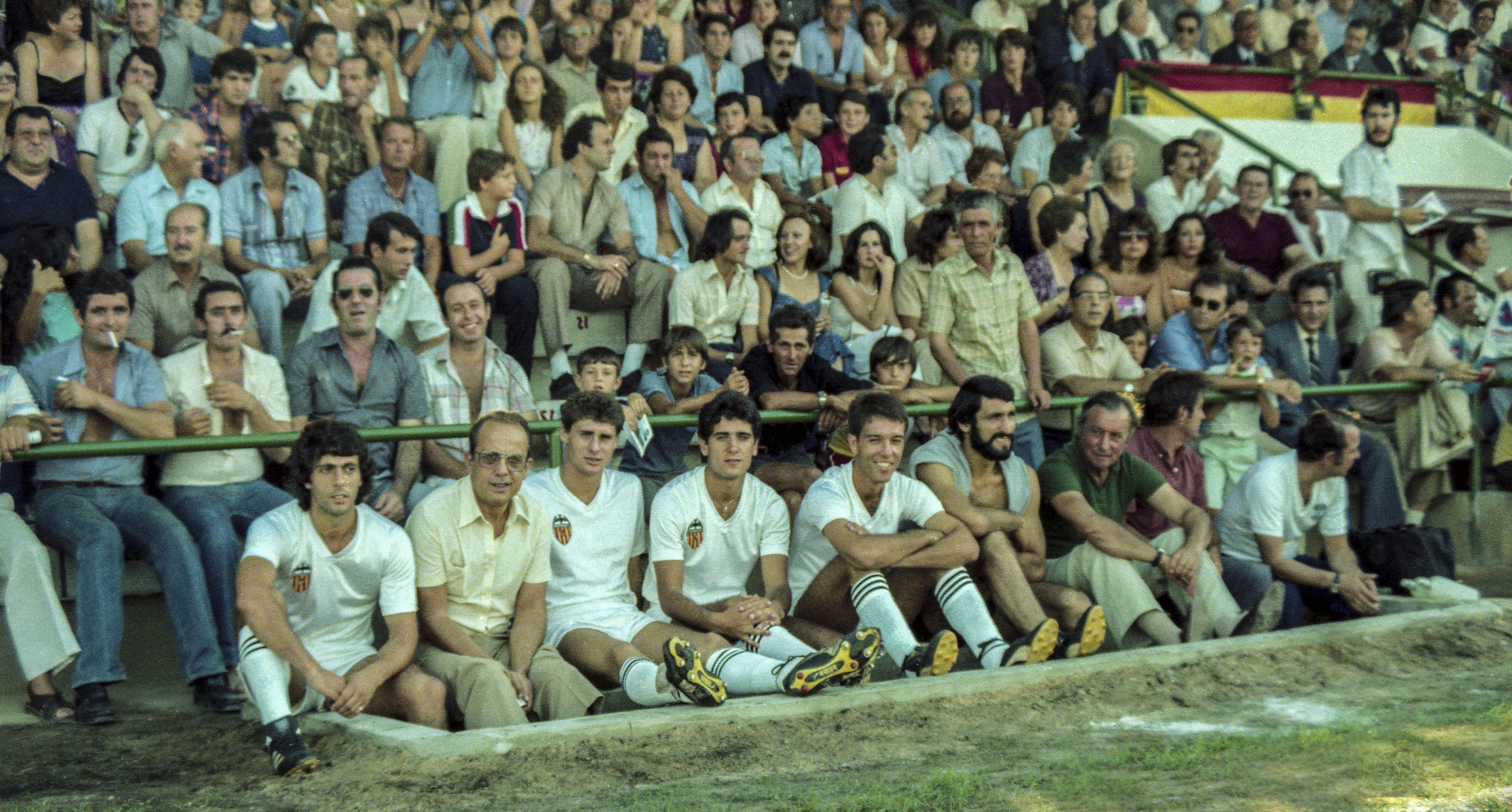
30 d'agost, València Club de Futbol al Camp de la Forana

Resta del món
- 28 de febrer, Andalusia: s'hi celebra el referèndum en què resultarà plebiscitat que l'Estatut d'Autonomia s'ha de tramitar segons el procediment ràpid.
- 6 de març: París: l'Acadèmia Francesa anuncia que ha escollit Marguerite Yourcenar nova membre de l'acadèmia, i la primera dona.[5]
- 27 de març: Dijous d'Argent, caiguda dels preus del mercat internacional de la plata.
- 31 de març, Argenteau-Trembleur: tancament de la darrera mina de carbó de Valònia.[6]
- 20 de juliol: el tirador soviètic Aleksandr Melentiev bat el rècord del món de 50 metres pistola en fase de qualificació amb 581 punts.[7]
- 11 de setembre, Xile: s'hi aprova en referèndum la nova Constitució imposada pel règim de Pinochet.[8]
- 9 de setembre, Brussel·les: Bèlgica i els Països Baixos subscriuen el pacte de la Unió de la Llengua Neerlandesa
- 12 de setembre, Turquia: El cop d'estat del 1980 a Turquia, de caràcter militar, instaura un govern militar durant tres anys.
- 27 d'octubre, Presó de Maze, Belfast, Irlanda del Nord: Set presos de l'IRA Provisional i l'INLA comencen la Vaga de fam del 1981 a Irlanda del Nord centrada en les “Cinc Demandes” i que és un pas més de la protesta de la manta iniciada l'any 1976 i la protesta de la brutícia iniciada el 1978. Passats 53 dies, i amb un dels membres entrant i sortint del coma, Brendan Hughes, líder de la vaga de fam, en posa fi abans que mori cap dels set participants.
- 30 d'octubre: El Salvador i Hondures signen un tractat de pau i acorden posar la disputa fronterera que es va lliurar en la Guerra del Futbol de 1969 davant el Tribunal Internacional de Justícia.[9][10]
- 21 de desembre, Galícia: s'hi celebra el referèndum en què resultarà ratificat l'Estatut d'Autonomia.
- S'escriu l'obra de teatre Traduccions.
- Col·lapse del Banc Nugan Hand en circumstàncies controvertides amb implicacions de la CIA i el crim organitzat.

### Cinema i televisió
| M/d   | Títol                           | Direcció           | Gènere      |
| ----- | ------------------------------- | ------------------ | ----------- |
| 02/04 | La veritat sobre el cas Savolta | Antonio Drove      | drama hist. |
| 09/11 | Con el culo al aire             | Carles Mira        | comèdia     |
| 03/09 | Divendres 13                    | Sean S. Cunningham | por         |
| 01/14 | Istòria d'Adrian                | Jean-Pierre Denis  | drama       |
| 03/07 | Holocaust caníbal               | Ruggero Deodato    | gore        |
| 10/24 | L'Orsalhèr                      | Jean Fléchet       | aventures   |
| 07/10 | Els herois del temps            | Terry Gilliam      | fantàstic   |
| 05/21 | L'Imperi contraataca            | Irvin Kershner     | space opera |
| 04/26 | Kagemusha                       | Akira Kurosawa     | jidaigeki   |
| 10/03 | L'home elefant                  | David Lynch        | drama hist. |
|       | Dolces hores                    | Carlos Saura       | drama       |
| 11/14 | Toro salvatge                   | Martin Scorsese    | biogràfic   |

### Música
| M/d   | artistes     | títol                | estil    |
| ----- | ------------ | -------------------- | -------- |
| 07/25 | AC/DC        | Back in Black        | rock     |
| 02/12 | Bryan Adams  | Bryan Adams          | rock     |
| 10/17 | Dire Straits | Making Movies        | rock     |
| 04/14 | Iron Maiden  | Iron Maiden          | heavy    |
| 03/12 | Billy Joel   | Glass Houses         | pop      |
| 07/18 | Closer       |                      |          |
| 11/08 | Motörhead    | Ace of Spades        | rock dur |
| 12/08 | Queen        | Flash Gordon         | rock dur |
| 10/20 | U2           | Boy                  | rock     |
| 09/09 | Tom Waits    | Heartattack and Vine | rock     |

Portal:Música/1980
L'any destacà per les morts de John Bonham, Ian Curtis, John Lennon i Bon Scott.
Es fundaren els grups DDT i Endelèkhia.
Naiximents
- 4gen  Ólöf Arnalds (ex membre de Múm)

Morts
- 19F  Bon Scott (cantant de rock)

### Premis Nobel
| Camp                  | Guardonats                                             |
| --------------------- | ------------------------------------------------------ |
| Física                | - James Cronin - Val Logsdon Fitch                     |
| Química               | - Paul Berg - Walter Gilbert - Frederick Sanger        |
| Medicina o Fisiologia | - Baruj Benacerraf - Jean Dausset - George Davis Snell |
| Literatura            | - Czeslaw Milosz                                       |
| Pau                   | - Adolfo Pérez Esquivel                                |
| Economia              | - Lawrence Klein                                       |

### Videojocs
| M/d | Títol          |  | Sist.      |
| --- | -------------- |  | ---------- |
|     | Balloon Bomber |  | recreativa |
|     | Battlezone     |  | recreativa |
| 10/ | Crazy Climber  |  | recreativa |
|     | Maze Craze     |  | Atari VCS  |
|     | Mystery House  |  | Apple II   |
| 12/ | Zork I         |  | diversos   |

Després d'un llançament reduït a Fresno (ciutat de Califòrnia) l'any anterior, Mattel mamprengué la comercialització de la consola Intellivision als EUA.
- Battlezone
- Intellivision amb jocs
- Mystery House
- Sinclair ZX80

El 22 de maig Namco estrenà la recreativa Pac-Man als Japons.
Al juny eixí el microordinador Sinclair ZX80 al Regne Unit.

## Naiximents
| M/d   | Nom i cognoms         | Activitat          | Origen       | M.   |
| ----- | --------------------- | ------------------ | ------------ | ---- |
| 02/16 | Miguel González Marí  | pilotaire          | petrerí      |      |
| 04/05 | Waltary Agustí Alonso | pilotari           | havà         |      |
| 03/29 | Robert Archibald      | jugador de bàsquet | escocés      | 2020 |
| 01/17 | Zooey Deschanel       | actriu             | californiana |      |

Les persones nascudes el 1980 faran 45 anys el 2025.
Països Catalans
- 14 de gener, Elx, Baix Vinalopó: Carolina Cerezuela, actriu i model valenciana.[11]
- 19 de gener, Santpedor: Mireia Farrés i Bosch, trompetista catalana, solista de l'Orquestra Simfònica de Barcelona i Nacional de Catalunya.[12]
- 25 de gener, Terrassa, Vallès Occidental: Xavi Hernandez, futbolista català.
- 2 de febrer, Sabadell, Vallès Occidental: Oleguer Presas, futbolista català.
- 20 de febrer, 
  - Mollet del Vallès, Vallès Oriental: Neus Ballús, directora i guionista de cinema catalana.
  - L'Ametlla de Mar: Fàtima Llambrich i Núñez, periodista especialitzada en informació policial i judicial.
- 10 de març, Barcelona: Núria Gago Roca, actriu i escriptora catalana en castellà.[13]
- 23 de juny - Barcelona: Mireia Calafell i Obiol, escriptora catalana.[14]
- 25 de juny, 
  - Gandia, València: Diana Morant Ripoll, enginyera i política valenciana, alcaldessa de Gandia (València) des de 2015.[15]
  - València: Inma Cuesta, actriu de teatre, cinema i televisió valenciana.[16]
- 27 de juny, Barcelona: Amèlia Mora, guionista i escriptora en castellà i català, especialitzada en literatura infantil i juvenil.[17]
- 6 de juliol, Sant Boi de Llobregat, Baix Llobregat: Pau Gasol, jugador de bàsquet català.
- 19 de juliol, Alzira: Isabel Vallet, jurista valenciana, militant d'Endavant (OSAN); ha estat diputada al Parlament de Catalunya.[18]
- 22 de juliol, Tessenderlo, Flandes: Kate Ryan, cantant flamenca de música dance i una de les més destacades a escala europea.[19]
- 9 d'agost, Vilafranca de Penedès: Núria Cabanillas, gimnasta rítmica, tricampiona del món i medalla d'or als Jocs Olímpics de 1996.[20]
- 17 d'agost, Tortosa: Irene Fornós i Curto, activista social i política catalana, diputada al Parlament de Catalunya des de 2018.[21]
- 26 d'agost, Nova York: Macaulay Culkin, actor estatunidenc.
- 26 d'agost, Califòrnia: Chris Pine, actor estatunidenc.
- 25 de setembre, Palafrugell: Esther Ribot i Moliné, soprano catalana.[22]
- 29 de setembre: Anaïs Garcia Balmaña, nedadora catalana amb tres records paralímpics.[23]
- 8 d'octubre, Artà, Mallorca: Maria Antònia Massanet, poeta mallorquina.[24]
- 24 d'octubre: Alboraia: Anna Montañana i Gimeno, jugadora de bàsquet valenciana.[25]
- 19 de novembre, Barcelona: Georgina Oliva i Peña, sociòloga i política catalana.[26]
- 3 de desembre, Sarajevo: Zlata Filipovic, escriptora bosniana, autora d'El diari de Zlata.[27]
- 8 de desembre, La Pobla de Segur: Eugeni Roselló i Solé, corredor d'ultrafons.
- 10 de desembre, Vila-real, Plana Baixa: Paula Bonet, escriptora, il·lustradora i pintora valenciana establerta a Barcelona.[28]
- 16 de desembre, Esplugues de Llobregat, Baix Llobregat: Patricia del Soto i Traver, jugadora de waterpolo catalana.[29]
- Vic: Roger Cassany i Viladomat, periodista català, cap de redacció de Vilaweb fins al 2014.

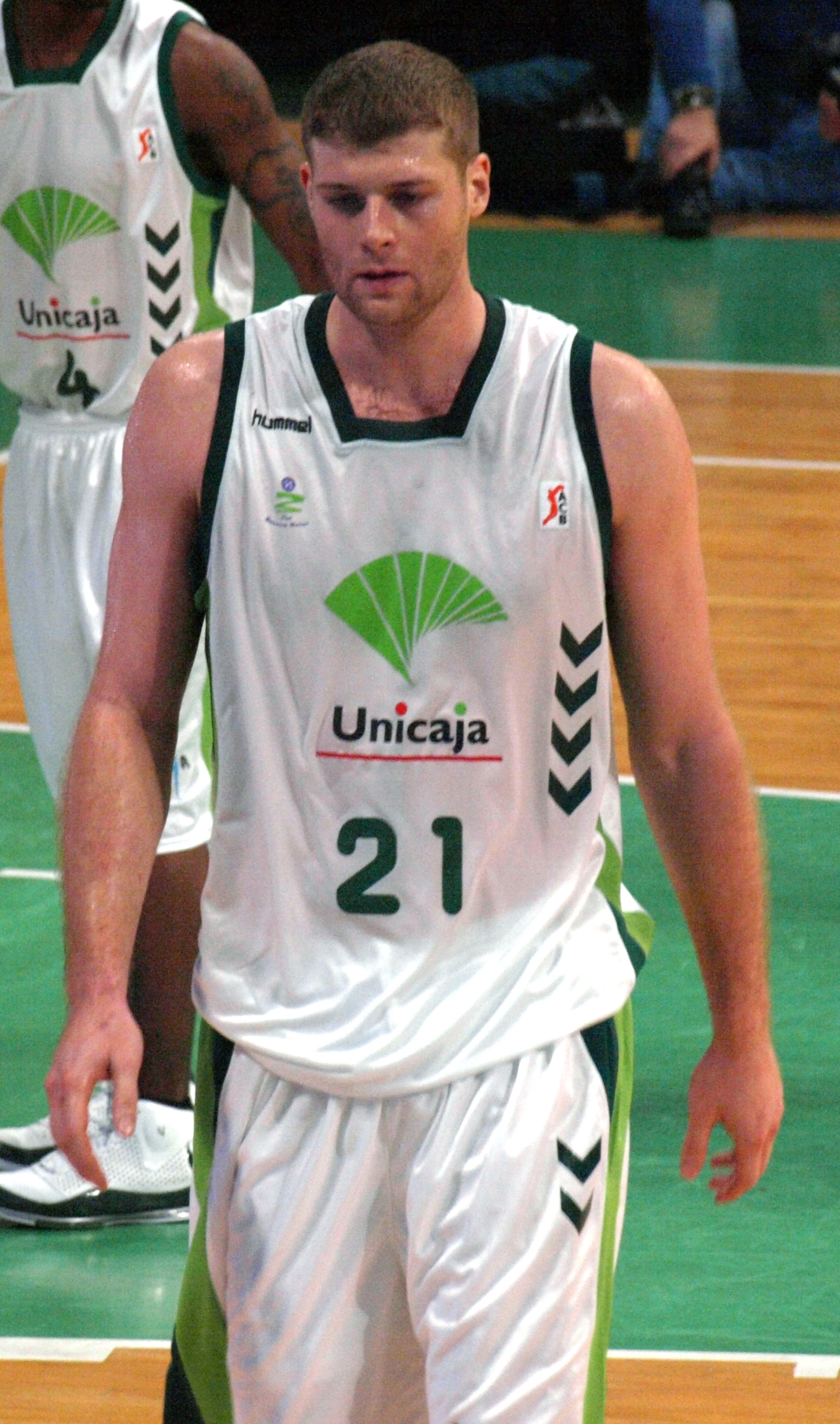
R. Archibald (m. 2020)
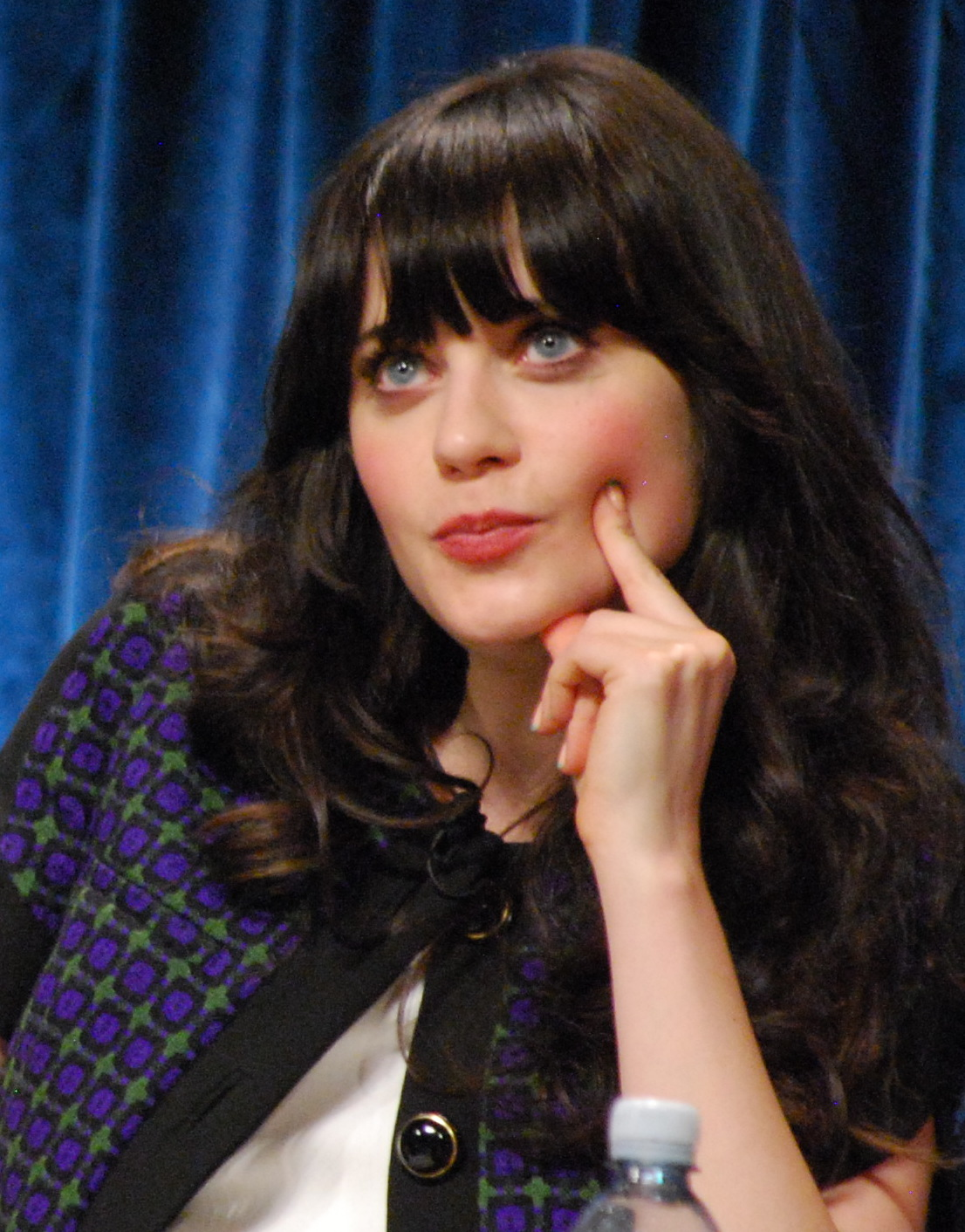
Zooey Deschanel
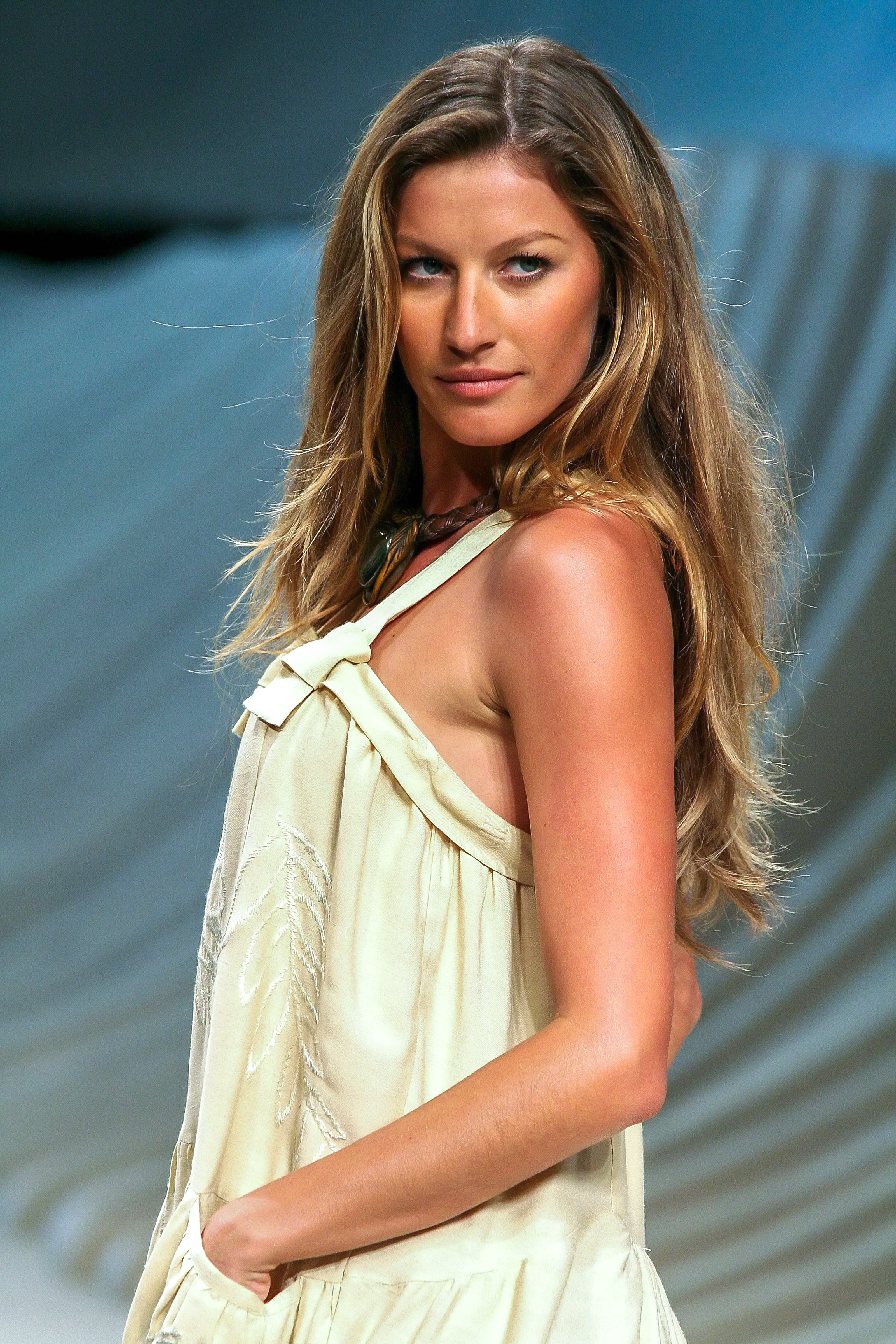
Gisele Bündchen

Resta del món
- 11 de gener, L'Havana: Celia Sánchez Manduley, guerrillera i política cubana, una de les líders de la Revolució cubana (n. 1920).[30]
- 13 de gener, Madrid: María de Villota, pilot de carreres espanyola (m. 2013).[31]
- 18 de gener, Vicente López, Buenos Aires, Argentina: Rodrigo Guirao Díaz, actor i model argentí.[32]
- 8 de febrer, Niort, Deux-Sèvres: Catherine Meurisse, dibuixant de còmics, il·lustradora i guionista francesa.[33]
- 25 de febrer, Lukara, Croàcia: Josipa Rimac, política croata i alcaldessa de Knin, una de les alcaldesses més joves d'Europa.[34]
- 7 de març, Watchung, Nova Jersey, EUA: Laura Prepon, actriu estatunidenca.
- 13 de març, Las Palmas de Gran Canària: Kira Miró, actriu i presentadora espanyola.[35]
- 21 de març
  - Porto Alegre, Brasil: Ronaldo de Assis Moreira, conegut com a Ronaldinho Gaúcho, futbolista brasiler.
  - Trondheim: Marit Bjørgen, esquiadora de fons noruega, una de les més destacades de la dècada del 2000.[36]
- 22 de març, Vigo, Espanya: Begoña Fernández Molinos, jugadora d'handbol gallega, guanyadora d'una medalla olímpica.[37]
- 29 de març, Québec, Canadà: Valerie Hould-Marchand, nedadora canadenca de natació sincronitzada, medallista olímpica.[38]
- 17 d'abril, Otawa: Jillian Tamaki, il·lustradora i dibuixant canadenca americana.[39]
- 18 d'abril, Kassel: Martina Müller, antiga futbolista alemanya nomenada millor jugadora d'Alemanya del 2013.[40]
- 10 de maig, Kasama, prefectura d'Ibaraki, Japó: marxadora japonesa.[41]
- 11 de juny: 
  - Azaria Chamberlain, nena desapareguda sobre la qual s'han fet pel·lícules, minisèries i llibres
  - Martinsburg: Jennifer Armentrout, escriptora nord-americana de novel·les juvenils, també coneguda com a J. Lynn.[42]
- 15 de juny, Vitòria, Almudena Cid Tostado, gimnasta i actriu basca, especialitzada en la gimnàstica rítmica.[43]
- 17 de juny, 
  - Denizli, Turquia: Sıla Gençoğlu, més coneguda com a Sıla, cantant de pop turca.[44]
  - Cuneo, Elisa Rigaudo, atleta italiana, medallista olímpica, especialitzada en marxa atlètica.[45]
- 29 de juny, Neath, Gal·les: Katherine Jenkins, mezzo-soprano gal·lesa que interpreta un ampli espectre de gèneres.[46]
- 10 de juliol, São Gonçalo, Brasil: Cláudia Leitte, cantant brasilera d'axé, que fou vocalista del grup musical Babado Novo.[47]
- 17 de juliol, Pamplona: Idoia Villanueva Ruiz, enginyera informàtica i política espanyola. Ha estat senadora i europarlamentària.[48]
- 20 de juliol, Horizontina, Rio Grande do Sul, Brasil: Gisele Bündchen, modelo i actriu Brasilera.
- 26 de juliol, Hamilton, Nova Zelanda: Jacinda Ardern, política neozelandesa, Primera ministra des d'octubre de 2017.[49]
- 9 d'agost, París: Lolita Séchan, escriptora francesa, autora especialment de contes infantils i d'escenaris de còmics.[50]
- 17 d'agost, Ourense: Cristina Pato, virtuosa gaitera i pianista gallega.[51]
- 26 d'agost, Lima: Diego Lama, videoartista
- 28 d'agost, Pretòria Philip Burger, jugador de rugbi

- 11 de setembre, Hamburg: Matt Zemlin, actor, productor, pianista, compositor i director.
- 12 de setembre,:
  - Salvaleón, Badajoz: Marta Navarrete Llinás, química, doctora en neurociència i investigadora espanyola.[52]
  - Xangai (Xina): Yao Ming (Xinès simplificat: 姚明) jugador de bàsquet xinès[53]
- 13 de setembre, Andradina, Brasil: Gilberto Ribeiro Gonçalves, futbolista brasiler.
- 30 de setembre, Kosice: Martina Hingis, jugadora professional de tennis de nacionalitat suïssa, diversos cops número u del món.[54]
- 13 d'octubre, Bangladesh: Julhas Mannan, activista i editor de la revista LGTB Roopbaan.[55]
- 31 d'octubre, Nova York: Alondra de la Parra és una directora d'orquestra mexicana.[56]
- 5 de novembre: 
  - Ibrahim Maalouf, trompetista, pianista, compositor de músiques de pel·lícules, arranjador, productor i professor de música.
  - Mairena del Alcor, Sevilla: Eva María González Fernández, model, actriu i presentadora de televisió espanyola.[57]
- 1 de desembre, Madrid: Raquel Corral, nedadora de natació sincronitzada espanyola, guanyadora d'una medalla olímpica.
- 17 de desembre, Bakú: Dinara Aliyeva, soprano azerbaidjanesa.
- 18 de desembre, Staten Island, estat de Nova York: Christina Aguilera, cantant i actriu estatunidenca.[58]

- Troy (Michigan): Ken Appledorn, actor estatunidenc

## Necrològiques
Entre les morts destacades de l'any hi ha les dels músics Bon Scott, John Bonham i John Lennon, el filòsof Jean-Paul Sartre, el cineasta Alfred Hitchcock, el divulgador Félix Rodríguez de la Fuente, el dictador Tito o l'escriptor Llorenç Villalonga.
Països Catalans
- 14 de gener - Sabadell: Joan Maurí i Espadaler, pintor català (n. 1913).
- 27 de gener - Palma, Mallorca: Llorenç Villalonga i Pons, escriptor en català mallorquí.
- 24 de gener - Sabadell: Lluís Papell i Comas, periodista i escriptor català.
- 23 de febrer - el Masnou, Maresme: Maria Canaleta i Abellà, mestra catalana depurada durant el franquisme (n. 1896).[59]
- 21 de març - La Paz, Bolívia: Lluís Espinal i Camps, màrtir jesuïta, periodista i cinèfil català.
- 23 de març - Lleida: Maria Montull Rosell, primera odontòloga catalana (n. 1897).[60]
- 9 d'abril - València: Ascensión Chirivella Marín, primera llicenciada en Dret i col·legiada a Espanya (m. 1893).[61]
- 10 d'abril - Maó: Pilar Alonso, cançonetista menorquina, cantant de cuplets (n. 1897).[62]
- 23 de juliol - Barcelona: Alfons Comín, enginyer industrial, polític i publicista català (m. 1932).
- 26 de juliol - Barcelonaː Emília Palau Montolio, pianista catalana (n. 1903).[63]
- 28 de juliol - Barcelona: Joan Barceló i Cullerés, escriptor català (n. 1955).
- 2 d'agost - Ciutat de Mèxic: Maria Dolors Bargalló i Serra, política catalana (n. 1902).[64]
- 4 d'agost - Ciutat de Mèxicː Teresa Vilasetrú i Teixidó, mestra lleidatana exiliada a Mèxic.[65]
- 16 d'agost - Barcelona: Pau Vila i Dinarès, pedagog i geògraf català.
- 3 de setembre - Barcelona: Elvira Jofre, actriu de teatre i de veu catalana (n. 1915).[66]
- 22 de setembre - Barcelona: Maria Luz Morales, periodista i escriptora, referència clau del periodisme del segle xx (n. 1898).[67]
- 15 de novembre - 
  - Barcelona: Emili Pujol i Villarrubí, músic català 1886).
  - Barcelona: Llucieta Canyà i Martí, escriptora i conferenciant (n. 1901).[68]

Resta del món
- 1 de gener: Pietro Nenni, líder històric del socialisme italià.
- 3 de gener: Joy Adamson, naturalista austríaca.[69]
- 14 de gener: André Kostalanetz, director d'orquestra d'origen rus.[70]
- 14 de gener, Albany, Estat de Nova York: Rachel Fuller Brown, química estatunidenca codescobridora de la nistatina.[71]
- 16 de gener: Benjamín Palencia, pintor espanyol.[72]
- 21 de gener, Milà: Elvira de Hidalgo, soprano de coloratura i mestra de cant (n. 1891).[73]
- 22 de gener: Agustín Yáñez, escriptor mexicà.[74]
- 26 de gener: Andrés Saborit Colomer, dirigent socialista espanyol.
- 2 de febrer: Nova York (EUA): William Howard Stein, químic i bioquímic estatunidenc, Premi Nobel de Química de l'any 1972 (n. 1911).
- 8 de febrer: Agustín Millares Carlo, paleògraf i acadèmic de les Illes Canàries.[75]
- 19 de febrer: Bon Scott, vocalista britànic, AC/DC[76]
- 22 de febrer: Oskar Kokoschka, artista.
- 29 de febrer: Yigal Allon, polític i militar d'Israel.
- 11 de març, Mar del Plata, Argentina: Julio de Caro, director d'orquestra i arranjador musical argentí (n. 1899).
- 14 de març, Alaska (EUA): Félix Rodríguez de la Fuente, etòleg, naturalista i divulgador ambientalista espanyol (n. 1928).[77]
- 15 de març: Félix Rodríguez de la Fuente, naturalista espanyol.
- 17 de març, Illinois: Mary Alice McWhinnie, biòloga estatunidenca i investigadora antàrtica, una autoritat en krill (n. 1922).[78]
- 24 de març: Óscar Romero, arquebisbe de San Salvador.
- 25 de març: Milton Erickson, metge i hipnoterapeuta
- 30 de març: Jesse Owens, atleta dels Estats Units.
- 5 d'abril: Max Cetto. arquitecte alemany-mexicà.[79]
- 12 d'abril: Aleksandr Oparin, bioquímic rus.
- 14 d'abril: Roma (Itàlia): Gianni Rodari, escriptor italià (n. 1920).[80]
- 15 d'abril: Jean-Paul Sartre, filòsof francès.(n. 1905).[81]
- 24 d'abril: Alejo Carpentier, escriptor i musicòleg cubà.[82]
- 29 d'abril, Los Angeles, Califòrnia, EUA: Alfred Hitchcock, director de cinema anglès.
- 30 d'abril: Luis Muñoz Marín, poeta, periodista i polític.[83]
- 4 de maig, Ljubljana, Eslovènia: Josip Broz, conegut com a Tito, militar i polític croata, president de Iugoslàvia.[84]
- 6 de maig, Santiago (Xile): María Luisa Bombal, escriptora xilena (n. 1910).[85]
- 11 de maig: Fernando Soto (Mantequilla), actor mexicà.[86]
- 18 de maig: Ian Curtis, músic britànic membre del grup (Joy Division) (n. 1956).
- 7 de juny:
  - Henry Miller, escriptor dels Estats Units.[87]
  - Nova York (EUA): Philip Guston, pintor estatunidenc (n. 1913).[88]
- 18 de juny: Terence Fisher, director de cinema britànic.[89]
- 28 de juny, Los Angeles, Califòrnia, EUA: Josep Iturbi Bàguena, pianista, compositor i director d'orquestra valencià (n. 1895).
- 9 de juliol:
  - Arend Heyting, matemàtic holandès.[90]
  - Rio de Janeiro, Brasil: Vinícius de Moraes, poeta, cantautor, compositor i escriptor brasiler (n. 1913).[91]
- 24 de juliol: Peter Sellers, actor britànic.
- 27 de juliol, el Caire (Egipte): Mohammad Reza Pahlavi —en persa محمدرضا پهلوی— fou Xa de l'Iran (n. 1919).[84]
- 17 d'agost: Azaria Chamberlain, nena desapareguda sobre la qual s'han fet pel·lícules, minisèries i llibres
- 20 d'agost: Pape'ete, Tahití: Joe Dassin, cantautor d'origen estatunidenc.
- 26 d'agost: Blackpoolː Lucy Morton, nedadora anglesa, medallista olímpica als Jocs de 1924 (n. 1898).[92]
- 3 de setembre, Cos Cob, Greenwich (Connecticut), Estats Units: Barbara O'Neil, actriu estatunidenca.[93]
- 8 de setembre, Los Angeles (EUA): Willard Frank Libby, químic estatunidenc, Premi Nobel de Química de l'any 1960 (n. 1908).
- 16 de setembre: Jean Piaget, psicòleg suís.
- 17 de setembre, Milà, Itàlia: Bianca Stagno Bellincioni, cantant i actriu italiana (n. 1888).
- 18 de setembre: Silver Spring, Maryland: Katherine Anne Porter, escriptora, periodista i activista política (n. 1890).[94]
- 20 de setembre: 
  - Madrid: Josefina Carabias, advocada, escriptora, locutora i periodista espanyola (n. 1908).[95]
  - Josias Braun-Blanquet, botànic suís.
- 25 de setembre: 
  - John Bonham, músic, bateria de Led Zeppelin.
  - Estocolm: Marie Under, poetessa estoniana, una de les figures més importants en la literatura d'aquest país (n. 1883).[96]
- 2 d'octubre, Gatteo: Lina Pagliughi, soprano italiana nascuda als Estats Units d'Amèrica (n. 1907).[97]
- 8 d'octubre, Grand Rapidsː Pearl Kendrick, bacteriòloga estatunidenca, que codesenvolupà el primer vaccí per a la tos ferina (n. 1890).[98]
- 7 de novembre, Ciudad Juárez, Mèxic: Steve McQueen, actor, productor, pilot d'automòbil i de moto estatunidenc.
- 22 de novembre: Mae West, actriu dels Estats Units.
- 24 de novembre, Pasadena: Henrietta Hill Swope, astrònoma nord-americana que estudià les estrelles variables (n. 1902).[99]
- 3 de desembre, Barcelona: María Cora Muñoz Raga –Cora Raga–, mezzosoprano valenciana (n. 1893).[100]
- 4 de desembre: Francisco Sá Carneiro, primer ministre de Portugal, en accident aeri.[101]
- 8 de desembre: Nova York (EUA): John Lennon, músic britànic (The Beatles).[102]
- 29 de desembre:
  - Manuel Gago García, autor de còmics com El Guerrero del Antifaz.[103]
  - Estocolm: Erik Asklund, novel·lista suec.
  - Jeleznodorojni, Moscou Oblast, Unió Soviètica: Aleksandra Snejkó-Blótskaia, directora de cinema d'animació soviètica (n. 1909).[104]